# Матч дружби

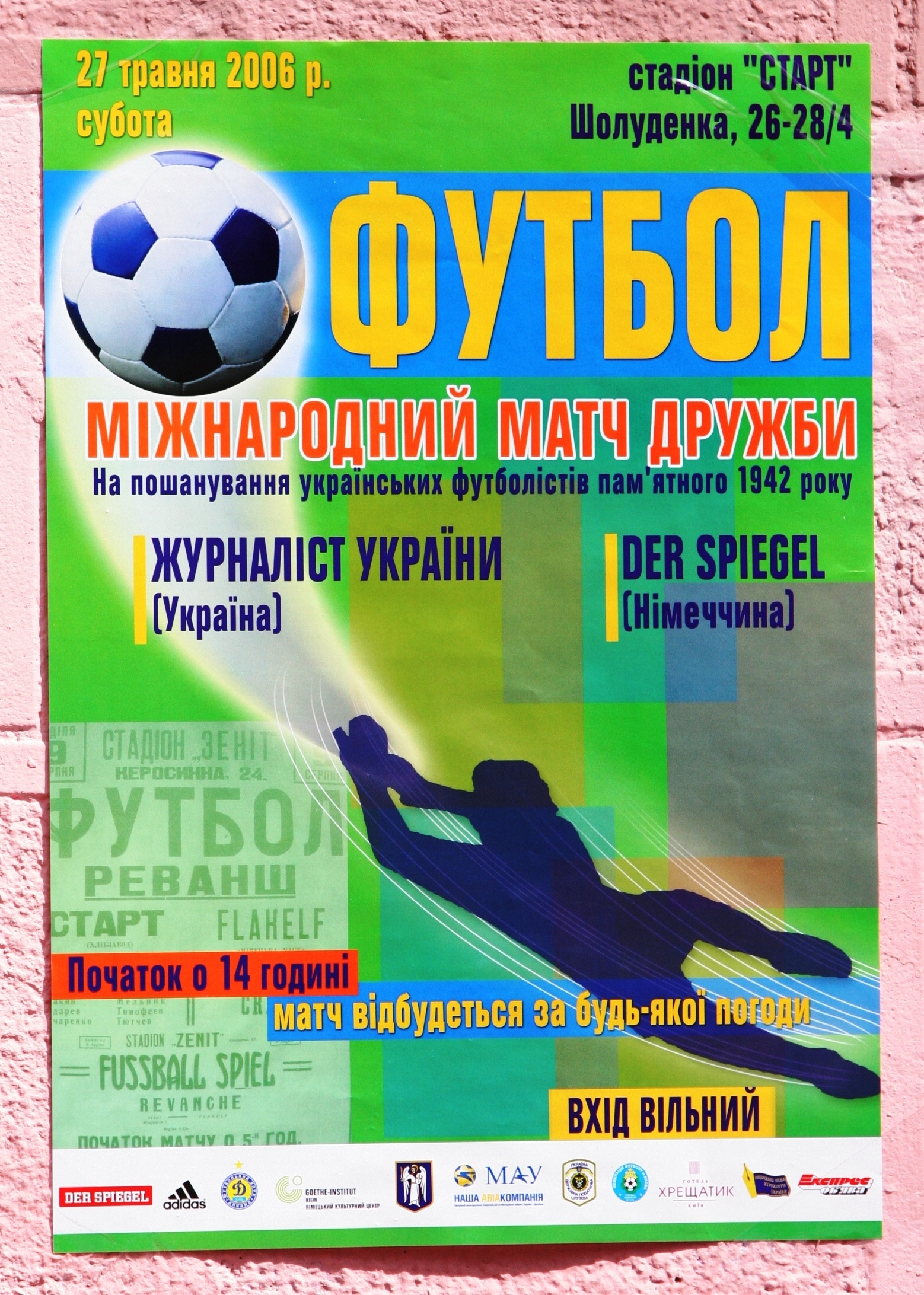
Афіша матчу дружби на стіні стадіону «Старт» у Києві (2006)

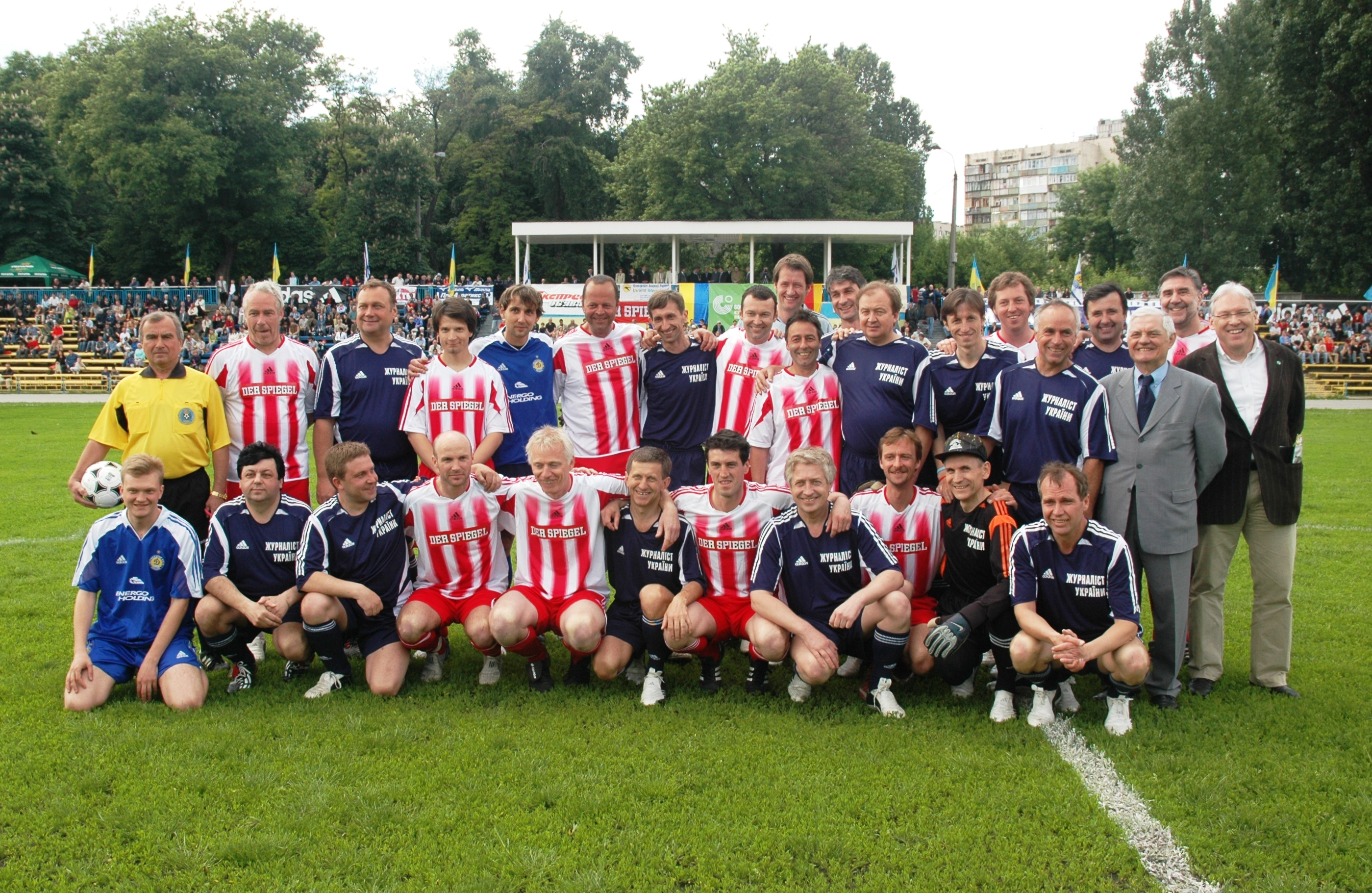
Аматорські футбольні команди «Журналіст України» і «Der Spiegel» перед початком міжнародного матчу дружби на полі стадіону «Старт» у Києві (2006). Разом із гравцями на світлині арбітр матчу Олександр Литвиненко (стоїть зліва) і почесні гості Володимир Пристайко та Клаус Бреденброк (стоять справа)

Ма́тч дру́жби — товариський футбольний матч аматорських команд «Журналіст України» і редакції німецького журналу «Der Spiegel» (укр. «Шпіґель»), проведений 27 травня 2006 року в Києві на пошанування спортсменів — жертв Другої світової війни.

## Історія
Матч дружби відбувся на Лук'янівці, на стадіоні «Старт» (під час війни — «Зеніт», на вул. Шолуденка, 24) — на тому самому футбольному полі, де під час Другої світової війни, в окупованій столиці України, київські футболісти — зокрема учасники легендарного так званого «матчу смерті» 1942 року — здобули низку перемог над командами окупаційних військ.
Автор ідеї проведення міжнародного футбольного матчу дружби, його співорганізатор і учасник — київський журналіст Сергій Шевченко, упорядник і редактор книжки генерала Володимира Пристайка «Чи був „матч смерті“? Документи свідчать» (автор цього видання помер 2008 року).
Організатори матчу — Національна спілка журналістів України (НСЖУ), Німецький культурний центр «Ґете-Інститут у Києві» (директор Маріон Гаазе), Київська міська державна адміністрація, ФК «Динамо» (Київ). Сприяли проведенню матчу Державна податкова адміністрація України, Державна податкова адміністрація у м. Києві, дирекція стадіону «Старт» (директор Юрій Біруля), Федерація футболу м. Києва (Ігор Кочетов), ДП «Адідас-Україна», Міжнародні авіалінії України. Партнерську підтримку надали Шевченківська районна в м. Києві рада і державна адміністрація, готель «Хрещатик» (Київ), ТОВ «Про Атлетикс», Українська видавничо-поліграфічна компанія «Експрес-об'ява», журнал «Der Spiegel» (Німеччина), Укрінформ, провідні теле- і радіокомпанії, друкована преса України. Своєю акцією журналісти прагнули не лише вшанувати жертв Другої світової війни, а й «оживити» занедбану на той час спортивну споруду — історичний стадіон «Старт» (господарі арени полагодили трибуни, обладнали роздягальні для спортсменів, душову тощо). Крім того, в рік проведення чемпіонату світу з футболу в Німеччині, на який уперше здобула путівку національна збірна України, спортсмени-аматори нагадали матчем дружби про сторінки спортивної слави українських футболістів..
Матчу в Києві передували тематичні телепередачі й культурні заходи. Журналіст Юрій Макаров, ведучий програми «Документ», 25 травня провів у студії каналу «1+1» теледискусію. Її учасники — посол ФРН в Україні Дітмар Штюдеман, доктор історичних наук, професор Юрій Шаповал, режисер Клаус Бреденброк та Володимир Пристайко. А 26 травня відбулися прем'єрні покази фільму «Команда смерті» (нім. «Die Todeself») по українському телебаченню й у актовій залі Ґете-Інституту. У цих заходах, крім автора книжки й Юрія Шаповала, взяли участь письменник Андрій Курков і співробітник Посольства ФРН у Києві Жан-П'єр Фрьолі.
У день гри її учасники відвідали стадіон «Динамо» ім. Валерія Лобановського, де керівник пресслужби ФК «Динамо» (Київ) Сергій Полховський розповів гостям про спортивні здобутки віцечемпіонів України 2006 року і вручив подарунки фан-клубу — значки, шарфи вболівальників, журнали, книжки Валерія Лобановського «Бесконечный матч…». Покладанням квітів до пам'ятників журналісти вшанували відомого тренера і жертв Другої світової війни — спортсменів. Під час екскурсії містом її учасники оглянули також меморіал у Бабиному Яру й поклали квіти до пам'ятника. 
Перед початком матчу дружби на «Старті» прозвучали державні гімни України і Німеччини, ведучий оголосив склади команд. Їхні капітани, почесні гості та представники ФК «Динамо» поклали корзини квітів до пам'ятника на стадіоні. Влітку 1942 року саме тут переможно грала команда «Старт» місцевого хлібозаводу № 1, основу якої становили футболісти-динамівці. У лютому 1943-го трьох гравців-динамівців Миколу Трусевича, Івана Кузьменка та Олексія Клименка було страчено — покарали спортсменів під час масового розстрілу в'язнів Сирецького концтабору. Динамівець Микола Коротких, колишній кадровий співробітник НКВС УРСР, загинув у нацистських катівнях у вересні 1942-го.
Учасники матчу дружби й уболівальники вшанували полеглих спортсменів хвилиною мовчання. Перший символічний удар по м'ячу виконали режисер німецького документального фільму «Команда смерті» Клаус Бреденброк і автор книжки «Чи був „матч смерті“? Документи свідчать» Володимир Пристайко. На стадіоні всі охочі мали змогу придбати це видання, а також значки, випущені з нагоди футбольного двобою журналістів. Упродовж години до початку гри (з 13:00 і під час розминки футболістів) на «Старті» створював атмосферу свята Київський академічний муніципальний духовий оркестр. На трибунах зібралися понад 1,5 тисячі уболівальників, які дізналися про матч з яскравих афіш, запрошень, надісланих оргкомітетом, повідомлень радіо, анонсів у газетах і на вебсайтах в Інтернеті. За двобоєм спостерігав на стадіоні, як і 1942 року, син колишнього гравця «Динамо» і команди «Старт» Владлен Путистін. Його батько Михайло Путистін після арешту вижив у Сирецькому концтаборі й наприкінці 1943-го працював завгоспом футбольної команди «Динамо» (Київ), а після війни очолював київський «Спартак».

### Склади команд
«Журналіст України»: воротар Сергій Шевченко, заступник начальника редакції Служби безпеки України (другий воротар — Віктор Давиденко); польові гравці — Валерій Рекунов, спортивний оглядач тижневика «2000»; Володимир Черкун, головний редактор журналу «Комітет»; Юрій Бондар, шеф-редактор газети «Український лідер»; Богдан Білейчук, президент Видавничого дому «Губернатор»; Віктор Шпак, головний редактор газети «Експрес-об'ява»; Олег Шумейко, завідувач спортивної редакції телеканалу «Інтер»; Юрій Сай, спортивний оглядач газети «Факты и комментарии»; 60-річний Валентин Щербачов, президент ТРК «Спорт-Україна»; Віктор Набруско, президент Національної радіокомпанії України; Леонід Фросевич, редактор відділу права та журналістських розслідувань газети «Киевские ведомости»; Юрій Малишев, спортивний оглядач радіо «Бі-Бі-Сі»; Геннадій Мороз, спортивний оглядач телеканалу «Тоніс»; Максим Симороз, працівник пресслужби ФК «Динамо»; Юрій Павленко, міністр України у справах сім'ї, молоді та спорту (він раніше також працював телеведучим), Микола Закревський, головний редактор «Киевских ведомостей». На лаві запасних перебував Олег Шпак, редактор «Броварської панорами».
Команду «Der Spiegel» підготував до матчу редактор берлінського бюро цього журналу Міхаель Зонтгаймер. У березні 2006 року він приїздив до України з доброчинною місією — подарував Києво-Могилянській академії книгозбірню, яку успадкував від батька, професора політології Курта Зонтгаймера (678 видань з історії, філософії, політології та соціології, від сучасних томів до рідкісних букіністичних).
Склад команди «Der Spiegel»: Алекс Нойбахер (нім. Alex Neubacher; воротар); Вальтер Майр (Walter Mayr); Міхаель Зонтгаймер (Michael Sontheimer); Геральд Загорскі (Gerald Sagorski); Томас Шмідт (Thomas Schmidt); Єнс Тодт (Jens Todt); Йоганес Ельтцшіг (Johannes Eltzschig); Ральф Нойкірх (Ralf Neukirch); Йохен Гуч (Jochen Gutsch); Давід Сакіч (David Sakic); Ганц Заямі (Hanz Sayami); Карстен Гелльберг (Carsten Hellberg).

## Перебіг матчу
Гра журналістів на стадіоні «Старт» була безкомпромісною, що й засвідчив рахунок — 5:1. Технічні, індивідуально сильні німці в першому таймі багато атакували, але в центрі оборони господарів надійно грав Геннадій Мороз і киянам вдалося нейтралізувати капітана гостей 36-річного Єнса Тодта (він професіонал, у минулому грав за збірну Німеччини, чемпіон Європи 1996 року, закінчив спортивну кар'єру 2003 року в клубі Бундесліги «Штутгарт»). Оборону німців «цементував» 51-річний Міхаель Зонтгаймер, проте рахунок відкрив у першому таймі лівий крайній захисник українців Валерій Рекунов. Після навісу з кутового, який виконав Юрій Сай, м'яч ударився об землю перед воротарем, а біля дальньої стійки Рекунов, набігаючи, спрямував ногою м'яч у сітку. Запам'яталися глядачам також атаки й удари німців Давіда Сакіча та Карстена Гелльберга. У перерві матчу команда «Журналіст України» змінила свого воротаря, даючи змогу пограти й «дублерам». На початку другого тайму Йоганес Ельтцшіг відновив рівновагу — 1:1. Далі небезпечно атакували Йохен Гуч, Ганц Заямі, Ральф Нойкірх, проте кияни, маючи довшу лаву запасних, зберегли високий темп гри, мобілізувалися й у підсумку здобули перемогу. По два м'ячі забили форвард Юрій Сай і півзахисник Олег Шумейко. Сай змінив рахунок після проходу правим флангом Максима Симороза і його точної передачі в центр воротарського майданчика. А наступні голи стали бенефісом опорного півзахисника українців. Перехопивши в середині поля м'яч, Шумейко віддав його Саю, сам прискорився, дістав швидкий пас і вийшов віч-на-віч з воротарем. В один дотик метрів з 13 киянин забив гол під праву стійку. Далі після індивідуального проходу від центрального кола до штрафного майданчика Шумейко двічі переграв Зонтгаймера й спрямував м'яч у праву «дев'ятку». Незабаром оформив дубль і Сай: під час атаки лівим флангом він технічно закинув м'яча «за комірець» майже двометровому голкіперові німців Алексові Нойбахеру. Попри проблеми в обороні гості до останньої секунди боролися й у другому таймі могли скоротити рахунок, проте ворота українців урятувала поперечка.
Найкращими гравцями в обох командах визнано авторів перших голів. Усіх футболістів відзначено грамотами, пам'ятними медалями, а команди — кубками.

## Відгуки преси
Про акцію журналістів повідомили у випусках новин провідні телеканали і Українське радіо, столична й регіональна телерадіокомпанії, Укрінформ, газети «Киевские ведомости», «Український футбол», «Урядовий кур'єр», «Голос України», «Експрес-об'ява», «Робітнича газета», «Українська столиця», «Столиця», «2000», «Вечерние вести», «Український лідер», «Хрещатик», «Українські регіони», журнал «Комітет», численні Інтернет-видання.
«Гра принесла всім нам багато задоволення, оскільки була дуже цікавою, — сказав після матчу в інтерв'ю Першому національному телеканалу Єнс Тодт. — Сильна українська команда показала гарну техніку. Важливо також, що гра відбулася на історичному місці». Ще один погляд на матч берлінських колег (замітка «Футбол у Києві» на німецькому вебсайті): «…Уже сам прийом команди „Шпігеля“ був радше на рівні Ліги чемпіонів, аніж звичайного товариського матчу… Під час свого дводенного перебування в Києві німецька команда почувалася так, ніби здійснює візит на державному рівні. Поруч весь час були перекладачі, відбувалися прийоми… Матч мав дивовижно широкий резонанс. Про нього повідомили більш як десяток радіостанцій і чотири телеканали, часто в основний час новин, писали провідні українські газети. „Газета по-українськи“ зазначила: „Хоч ми виграли 5:1, насправді перемогла дружба. Результат був важливим лише для вболівальників, яких зібралося близько двох тисяч“. Особливе значення мала ця зустріч як „знак примирення“…

Для команди „Шпігеля“ візит до Києва й гостинність українців є незабутніми…».